# Marina palmeri
Marina palmeri là một loài thực vật có hoa trong họ Đậu. Loài này được (Rose) Barneby miêu tả khoa học đầu tiên.